# (38453) 1999 TU1
1999 TU1 (asteroide 38453) é um asteroide da cintura principal. Possui uma excentricidade de 0.03863700 e uma inclinação de 6.60997º.
Este asteroide foi descoberto no dia 1 de outubro de 1999 por Korado Korlević em Visnjan.